# خارچتری نو
خارچتری نو (نام علمی: Neocottus) نام یک سرده از راسته عقرب‌ماهی‌سانان است.